# Irishtown (Dublín)
Irishtown (gaèlic irlandès An Baile Gaelach) és un districte de Dublín, Irlanda. Està situat al Southside del riu Liffey, entre Ringsend al nord i Sandymount al sud, i a l'est del riu Dodder.

## Història
Irishtown es troba a poca distància enfora de les muralles medievals de la ciutat de Dublín. Originàriament Dublín era una ciutat vikinga i després de 1171, quan fou ocupada pels anglonormands, esdevingué el centre del domini anglès a Irlanda. Els irlandesos gaèlics nadius eren vists aleshores com una força aliena a la ciutat. La sospita sobre ells era fundada per les incursions contínues a Dublín i els seus voltants pels clans O'Byrne i O'Toole de les properes Muntanyes de Wicklow.
Cap al segle xv les migracions gaèliques a la ciutat van provocar la por de les autoritats angleses, temoroses que la llengua i la cultura anglesa esdevinguessin minoria. Com a resultat, els habitants irlandesos de Dublín foren expulsats de la ciutat cap al 1454, segons l'establert als Estatuts de Kilkenny. A la població irlandesa només se li va permetre comerciar dins els límits de la ciutat a la llum del dia. Al final del dia de comerç marxaven i s'establiren en un camp que serà conegut com a Irishtown.
Irishtown formà part de l'antic Pembroke Township. Al tombant del segle xix al xx Irishtown fou la localització de la Waxies' Dargle, una sortida anual dels sabaters (waxies) de Dublín, com diu una ben coneguda tradició folklòrica.

## Irishtown Nature Park
Irishtown Nature Park és un petit parc amb una passarel·la que ofereix diversos quilòmetres de senders per caminar al llarg de la Península Poolbeg.